# Elk Mountain
Elk Mountain é uma cidade  localizada no estado norte-americano de Wyoming, no Condado de Carbon.

## Demografia
Segundo o censo norte-americano de 2000, a sua população era de 192 habitantes.
Em 2006, foi estimada uma população de 194, um aumento de 2 (1.0%).

## Geografia
De acordo com o United States Census Bureau tem uma área de
0,7 km², dos quais 0,7 km² cobertos por terra e 0,0 km² cobertos por água. Elk Mountain localiza-se a aproximadamente 2214 m acima do nível do mar.

## Localidades na vizinhança
O diagrama seguinte representa as localidades num raio de 72 km ao redor de Elk Mountain.